# Кольбе, Бронислав

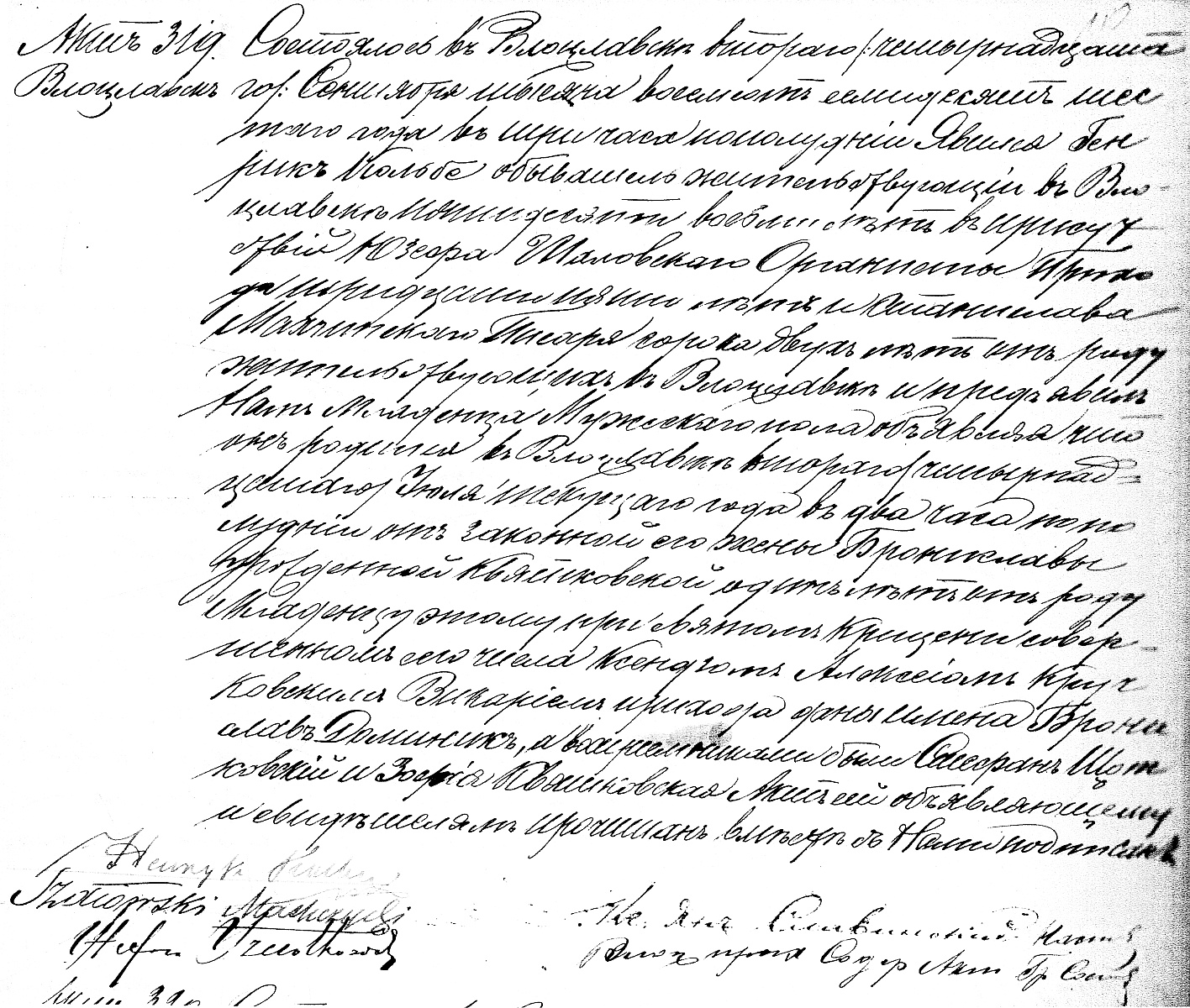
Свидетельство крещения Бронислава Кольбе

Брони́слав Доми́ник Ко́льбе (пол. Bronisław Dominik Kolbe, 14 июля 1876, Влоцлавек — 18 февраля 1941, Краков) — горный инженер.

## Биография
Сын Генриха и Брониславы Габриели (девичья фамилия — Квятковская). Выпускник гимназии в Калише, позднее два года изучал химию в Карлсруэ, в 1899 году в Карлсруэ поступил на горного инженера, диплом получил в 1903 году. В 1904 году стал главным инженером шахты «Ежи» в Нивке возле Сосновца, затем с 1907 по 1911 год работал в каменноугольной шахте «Мария» (Гродзец I), где позднее стал ведущим инженером и техническим директором шахты «Гродзец».
В 1919—1920 годах работал при Министерстве Промышленности и Торговли (горно-металлургический департамент). Позднее в течение двух лет занимался инженерией бурого угля, до 1922 года руководил Буроугольными Шахтами в Серакове. В 1922 году стал директором каменноугольной шахты «Ежи» (на сегодняшний день нерабочей) в Домбрувке Малой. С 1922 года руководил горнодобывающими и перерабатывающими предприятиями, принадлежащими представителям рода Гогенлоэ. В число этих предприятий входил в настоящее время не существующий завод по переработке цинка и свинца в Велновце. После начала Второй мировой войны проживал в Кракове.

## Семья
Сводной старшей сестрой Бронислава Кольбе была Мария Филомена Щотковская (девичья фамилия — Кольбе), мать Зигмунда Щотковского (1877—1943), также горного инженера, многолетнего директора шахты «Янина» в Либёнже. Бронислав Кольбе был отцом Ежи Кольбе, профессора Горно-Металлургической Академии им. Станислава Сташица в Кракове.